# Ding-ding, and away
Ding-ding, and away – slangowe określenie zdarzenia kolejowego, używane w Wielkiej Brytanii przez media i brytyjskich miłośników kolei, w którym kierownik pociągu (ang. Guard) podaje sygnał do odjazdu "ready to start" w postaci kodu dzwonkowego do maszynisty, semafor przy peronie wskazuje sygnał Stój! (ang. Danger), a maszynista uruchamia pociąg, przejeżdża semafor i nie zwraca uwagi na sygnał Stój!, doprowadzając do tzw. zdarzenia SPAD (przejechanie sygnału Stój!).
W Polsce sytuację kwalifikuje się tylko jako SPAD, czyli zdarzenie kategorii C44, "Niezatrzymanie się pojazdu kolejowego przed sygnałem „Stój” lub w miejscu, w którym powinien się zatrzymać, albo uruchomienie pojazdu kolejowego bez wymaganego zezwolenia".

## W Wielkiej Brytanii
W elektrycznych zespołach trakcyjnych w Wielkiej Brytanii kierownicy pociągów stosują ręcznie nadawany sygnał dźwiękowy do komunikacji z maszynistą. Po zakończeniu odprawy podróżnych i zamknięciu drzwi, kierownik pociągu podaje sygnał "ready to start" w postaci dwóch dźwięków dzwonka (stąd "ding-ding" w nazwie). Kwestia czy sygnał odjazdu "ready to start" powinien być podany tylko po nastawieniu semafora na sygnał zezwalający, była sporna. Początkowo British Railways Board, zarządca kolei Brytyjskich w latach 1963-2001, odmówiło zmiany przepisów twierdząc, że kwestia stosowania się do sygnałów na semaforach jest kompetencją maszynisty. HMRI (ang. His Majesty's Railway Inspectorate), organ nadzoru kolei w Wielkiej Brytanii, zgodziło się z decyzją British Railways Board, jednak po wypadkach w latach 70. zwieńczonych przez zderzenie pociągów na stacji Paisley Gilmour Street w 1979, gdzie 7 osób zginęło, przepisy zostały zmienione. Od 1980 podanie sygnałów odnoszących się do odjazdu pociągu "close doors", "ready to start" lub "right away" jest kwalifikowane jako incydent (zdarzenie kolejowe). Incydenty "Ding-ding, and away" nadal mają miejsce mimo zmiany przepisów i wprowadzenia urządzeń DRA (ang. driver's reminder appliance). W pociągach bez kierowników pociągów (tzw. DOO, ang. driver-only operation) maszynista może być zajęty ruchem pasażerów na peronie, i rozkojażony, co w 1991 doprowadziło do katastrofy kolejowej w Newton.
Przy coraz częstszym ruchu pociągów bez kierowników pociągów, sytuację tożsamą z "Ding-ding, and away" nazywa się "Starting against signal", skrót: SASSPAD (ang. Starting against signal, [where the] signal [is] passed at danger).

## W Polsce
Na sieci PKP Polskie Linie Kolejowe nie można podać sygnału odnoszącego się do odjazdu pociągu, jeżeli semafor wskazuje sygnał Stój!, a nie otrzymano zezwolenia na jazdę. Ponadto, zasadniczo nie można podać sygnału wyjazdowego, jeżeli pociąg mający postój na stacji nie zatrzymał się w peronie. Sporadycznie zdarzają się sytuacje, w których maszyniści ruszają bez zezwolenia na jazdę.